# 81年
| 千纪： | 1千纪                                                                                |
| 世纪： | 前1世纪 \| 1世纪 \| 2世纪                                                            |
| 年代： | 50年代 \| 60年代 \| 70年代 \| 80年代 \| 90年代 \| 100年代 \| 110年代                 |
| 年份： | 76年 \| 77年 \| 78年 \| 79年 \| 80年 \| 81年 \| 82年 \| 83年 \| 84年 \| 85年 \| 86年 |
| 纪年： | 东汉建初六年                                                                         |

## 各国领袖

### 非洲
- 库施
  - 女王：Amanikhatashan（62年－85年）

### 亚洲
- 中国
  - 东汉：
    - 皇帝：汉章帝（75年－88年）
- 朝鲜
  - 百济：
    - 国王：己娄王（77年－128年）

  - 高句丽：
    - 国王：太祖王（53年－146年）

  - 新罗：
    - 国王：婆娑尼师今（80年－112年）
- 贵霜帝国
  - 国王：索特尔·麦格斯（80年－105年）

### 欧洲
- 高加索伊比里亚
  - 国王：卡奥斯（72年－87年）
- 罗马帝国
  - 皇帝：
    1. 提图斯（79年－81年）
    2. 图密善（81年－96年）

### 中东
- 奈巴提亚
  - 国王：Rabbel II Soter（70年－106年）
- 奥斯若恩
  - 国王：Abgar VI bar Ma'nu（71年－91年）
- 安息
  - 国王（政权对立）：
    - 帕科罗斯二世（78年－105年）
    - 阿尔达班四世（80年－90年）

## 出生
- 鄧綏，東漢和帝之皇后

## 逝世
- 提圖斯